# Frogster (Unternehmen)
Die Frogster Interactive Pictures AG war das Mutterunternehmen der Frogster-Gruppe mit Hauptsitz in Berlin. Seit Juli 2010 war die Gameforge AG mehrheitlich an Frogster beteiligt. Frogster beschäftigte rund 200 Mitarbeiter am Standort Berlin.

## Geschichte

### Gründung und Börsengang
Das Unternehmen Frogster war 2004 von Christoph Gerlinger, Dirk Weyel und Frédéric Bichat gegründet worden. Es ging mithilfe eines Management-Buy-outs aus der Pointsoft Deutschland GmbH hervor und vertrieb zunächst PC-Spiele unterschiedlicher Genres.
2006 wurde das Unternehmen in eine Aktiengesellschaft umgewandelt und wagte den Börsengang. Im Februar 2007 wurde ihr erstes MMOG Bounty Bay Online erfolgreich gestartet. Im Jahr 2008 stellte Frogster den Vertrieb von traditionellen PC-Spielen ein, um sich auf den Betrieb und die Vermarktung von virtuellen Welten, sog. Massively Multiplayer Online Games (MMOGs) zu konzentrieren.
Um eine strategische Marktposition zu erreichen, hatte Frogster 2006 unter anderem Beteiligungen an den Kooperationspartnern OnlineWelten GmbH (eines der reichweitenstärksten deutschsprachigen Internetportale für Games) und Yusho GmbH (einem Dienstleister und Betreiber von Onlinespielen) erworben, die Mitte 2008 zur Frogster Online Gaming GmbH fusionierten. Die Redaktion von OnlineWelten.de existiert weiterhin, wurde jedoch mit Wirkung zum 2. Mai 2011 an den IDG-Verlag verkauft. 2006 gründete das Management Frogster Asia Co. Ltd (zunächst Frogster Studios Co Ltd.) als Joint-Venture in Seoul. Das Unternehmen sollte die Online-Games von Frogster in Asien vermarkten und eigene Titel entwickeln. 2008 wurde Frogster America Inc. in San Francisco für die Vermarktung der Frogster-Lizenzen in Nordamerika und 2010 die Frogster Pacific GmbH in Frankfurt am Main für die Vermarktung in Australien gegründet. Frogster Asia wurde im November 2010 an den Geschäftsführer Sunny Park veräußert.

### Übernahme Gameforge

Logo von Frogster von Februar bis Juli 2012

Nachdem ein Joint-Venture mit der Frogster Interactive Pictures Ende 2008 nicht zustande gekommen war, übernahm Gameforge über die eigene Tochtergesellschaft „Rubin 66. AG“ bis Ende Oktober 2010 81,15 % der Aktien von Frogster und wurde dadurch zum Hauptaktionär. Es wurde mitgeteilt, Gameforge wolle Frogster komplett übernehmen, um seine Stellung auf dem internationalen Markt zu festigen. Am 13. Mai 2011 wurde ein Beherrschungs- und Gewinnabführungsvertrag zwischen Frogster und Gameforge mit der Gameforge AG als herrschender Gesellschaft geschlossen, der am 29. August 2011 wirksam wurde. Zur Zeit des Vertragsschlusses hielt Gameforge fast 92 % der Aktien an Frogster. Seit dem 11. Juli 2011 sind die Aktien der Frogster Interactive Pictures AG nicht mehr im Entry Standard der Frankfurter Wertpapierbörse gelistet. Die Übernahme kostete insgesamt rund 80 Millionen Euro.
Im Zuge der Konsolidierung der Unternehmensgruppe wurde im November 2011 das Büro in San Francisco geschlossen und der Firmensitz von Frogster Pacific an den Standort der Konzernmuttergesellschaft nach Karlsruhe verlegt.

## Unternehmen

Logo von Frogster von 2004 bis 2012

Mit Wirkung zum 1. Januar 2012 hatte Seth Iorio den Vorstandsvorsitz der Frogster Interactive Pictures AG (inzwischen Gameforge Berlin AG) übernommen und damit den zum Jahresende 2011 ausgeschiedenen Firmengründer Christoph Gerlinger in seiner Funktion als CEO abgelöst. Seth Iorio war zuvor bei Gameforge beschäftigt, bis er nach der Übernahme durch Gameforge als COO zu Frogster gekommen war.

## Spiele
Die Frogster-Gruppe vermarktete und betrieb mit Bounty Bay Online, The Chronicles of Spellborn, Runes of Magic und TERA eine Reihe populärer client-basierter Online-Games. Insbesondere Runes of Magic entwickelte sich zu einem internationalen Erfolg und stellte die Basis für das rasche Wachstum des Unternehmens dar. Ein zusammen mit Runewaker Entertainment geführtes MMOG-Entwicklungsprojekt wurde im April 2011 eingestellt.
Das Spiel Mythos, welches Mitte 2011 erschien, entpuppte sich recht schnell als Flop. Frogster stellte daraufhin am 27. Oktober 2011 den Betrieb des Spieles nach nur sechs Monaten ein.
Das Premium-MMOG TERA veröffentlichte Frogster am 3. Mai 2012 in Europa. Mitte Juli 2012 gab Frogster bekannt, dass Eligium – Der Auserwählte aufgrund von qualitativen Mängeln noch vor Ende der offenen Beta-Phase eingestellt wird.

## Auszeichnungen
2008 wurde Frogster als „Ort im Land der Ideen“ ausgezeichnet, einer Standort-Kampagne unter der Schirmherrschaft des Bundespräsidenten Horst Köhler.
In den Jahren 2010 bis 2012 war Frogster unter den Finalisten der Media Momentum Awards, einer Auszeichnung der fünfzig wachstumsstärksten Digital-Media-Unternehmen Europas. 2010 belegte Frogster Platz 20, 2011 Platz 9 und im Jahr 2012 Platz 19.